# Komplex Y-12

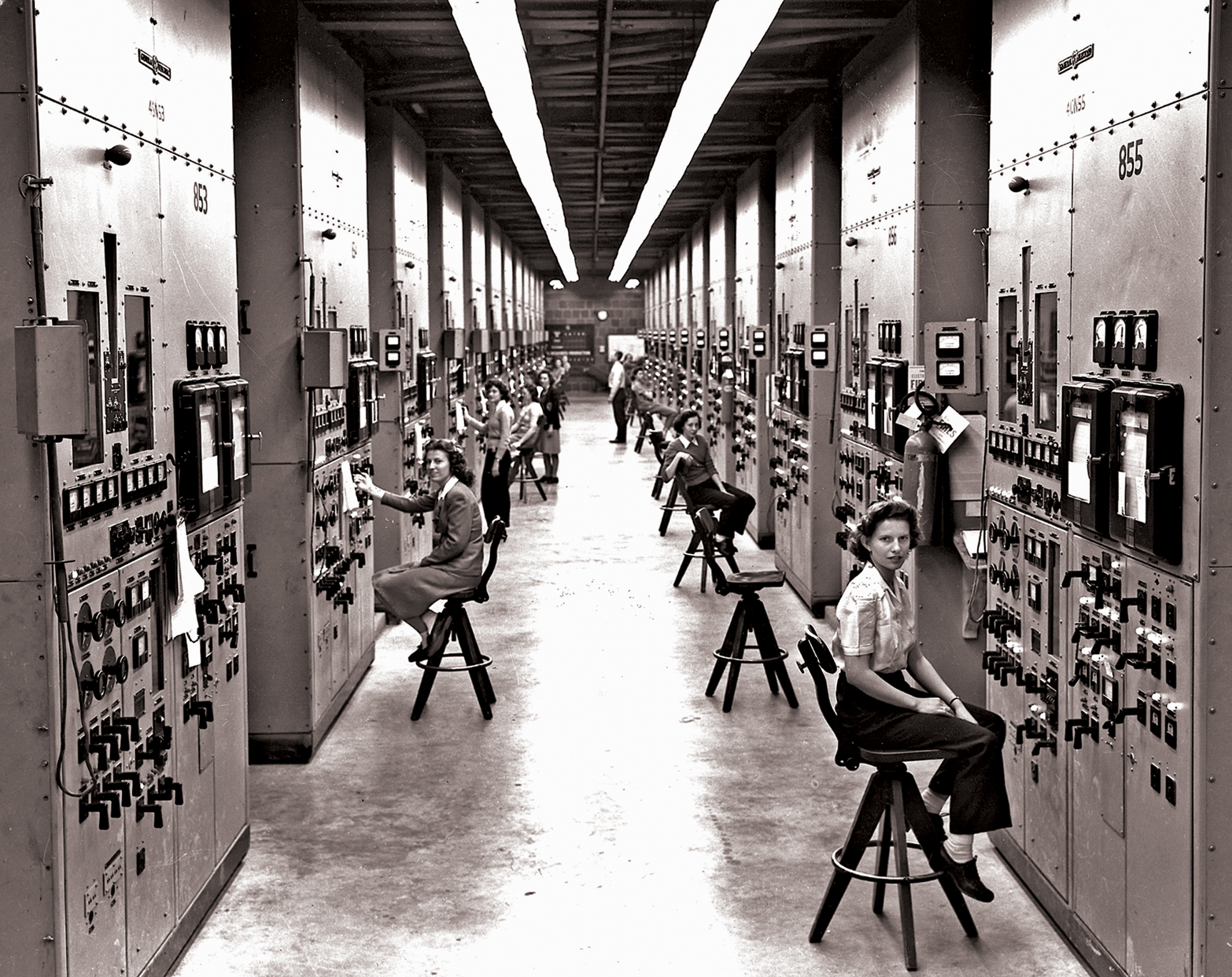
Ed Westcott: ikonická fotografie operátorek, který zajišťovaly provoz jedné části komplexu Y-12.

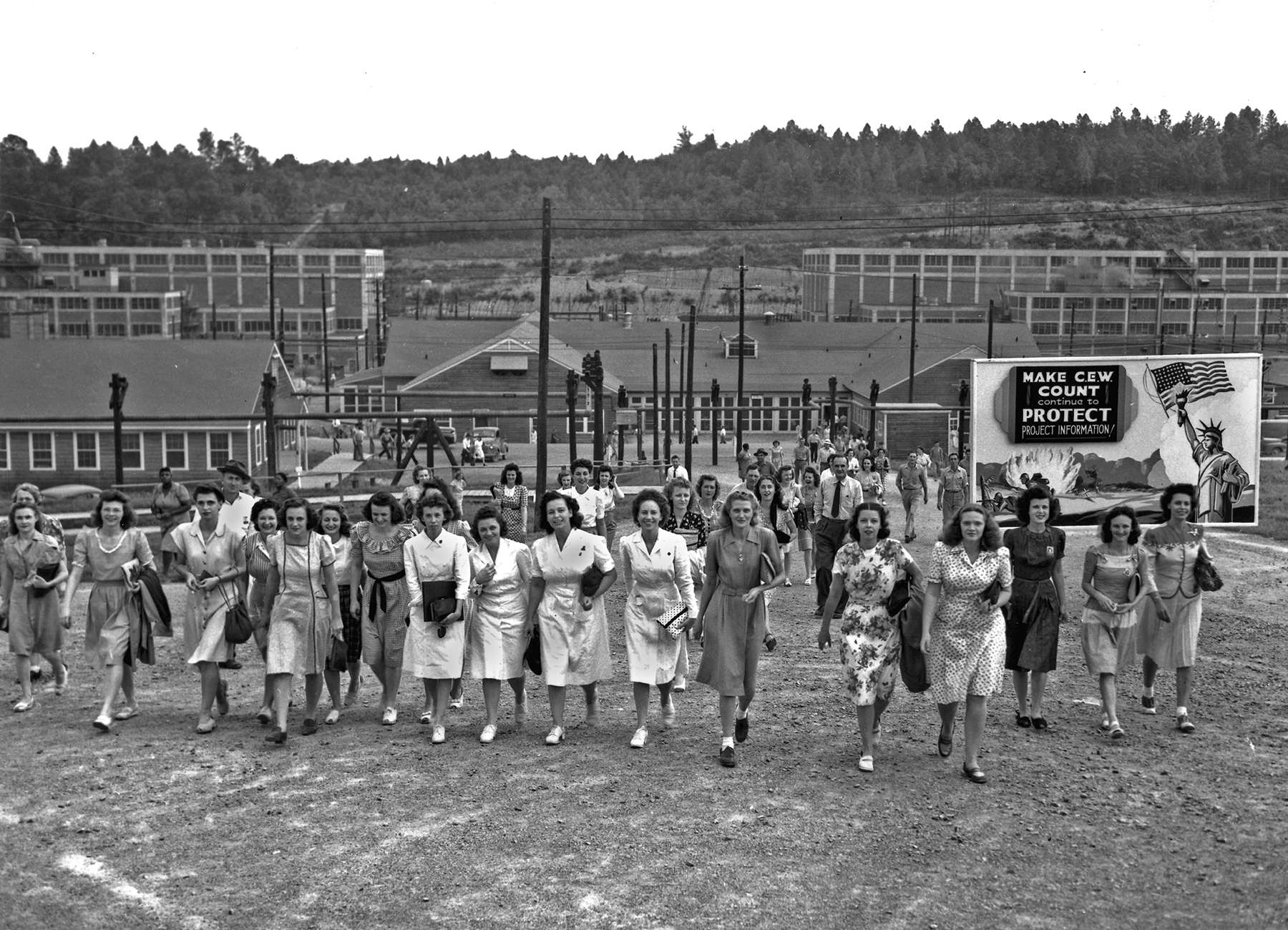
Ed Westcott: střídání směn v Y-12.

Komplex Y-12 nebo jen Y-12 bylo krycí označení jednoho ze tří komplexů pro obohacování uranu, který byl postaven v rámci projektu Manhattan v tajném atomovém městě Oak Ridge. Každý komplex používal jinou technologii obohacování, v případě Y-12 to byla metoda elektromagnetické separace. Komplex byl označován též jako kalutron (angl. calutron), ve skutečnosti obsahoval celkem 1152 kalutronů (speciální druh hmotnostních spektrometrů).
Zatímco hlavní technologická budova komplexu K-25 ve tvaru „U“ o délce přibližně jedné míle se stala největší budovou světa, komplex Y-12 zase vyžadoval nejvíce zaměstnanců. Na tři směny v nepřetržitém provozu jich zde nakonec pracovalo až 22 428, převážně žen.
Vše za přísného utajení, což připomíná též velký billboard s nápisem na fotografii střídání směn v komplexu (... continue to protect project information/chraňte informace o projektu). Většina vůbec nevěděla, na čem pracují. Gladys Owensová, operátorka v popředí prvního snímku, to zjistila až po 50 letech, když navštívila putovní výstavu o projektu Manhattan, kde byly též fotografie Ed Westcotta.

## Problém obohacování uranu
Již v počátcích projektu Manhattan vědci identifikovali dva izotopy, vhodné jako štěpný materiál pro atomovou bombu: uran-235 a plutonium-239. V Los Alamos proto souběžně pracovali na dvou velmi odlišných typech bomby: uranový typ (který byl svržen na Hirošimu) a plutoniový (svržen na Nagasaki). 
Plutonium se v přírodě prakticky nevyskytuje, patří mezi tzv. transurany, poprvé v naprosto nepatrném miligramovém množství byl připraven v roce 1940, jako čistý kov (rovněž v nepatrném množství) až v roce 1941. Veškeré plutonium bylo proto nutné uměle vyrábět ve třech reaktorech a navazujících komplexech v Hanfordu.
Uran-235 se naopak vyskytuje v přírodní  uranové rudě. Podíl uranu v dostupných uranových rudách je ale velice nízký (typicky 0,1 % i méně) a prvním krokem je tedy separace uranu z uranové rudy. Ale i po složitém získání meziproduktu (který zpravidla obsahuje 70 až 90 % uranu) platí, že neobohacený uran má vždy jen velmi malý podíl uranu-235 (přibližně 0,72 %), naprostou většinu tvoří uran-238 (přes 99,27 %) a nepatrný zbytek tvoří další izotop uran-234. Bylo tak nutné zpracovat stovky tisíc tun uranové rudy.
Navíc, fyzikální i chemické vlastnosti izotopů uranu jsou velmi podobné, proto jejich oddělování je velice obtížný a zdlouhavý proces. Pro výrobu elektřiny v současných jaderných elektrárnách se uran obvykle obohacuje jen na 3 až 5 % (existují i reaktory používající neobohacený uran, nejznámější jsou kanadské CANDU). Ale pro uranový typ bomby bylo nutné získat vysoce obohacený uran (kolem 90 % uranu-235).

## Návaznost komplexů
Různé technologie byly pro různé komplexy v Oak Ridge použity hlavně proto, že nebylo jisté, jak jednotlivé postupy budou fungovat v průmyslovém měřítku. V projektu Manhattan se chemické a fyzikální vlastnosti izotopů teprve upřesňovaly, což navržení vhodných metod dále ztěžovalo. Dalším důvodem byla snaha maximálně urychlit vývoj a výrobu bomby. Určitou roli však sehrála též rivalita mezi týmy a rovněž mezi různými složkami ozbrojených sil USA 
- Komplex Y-12 používal metodu elektromagnetické separace, toto zařízení je označováno též jako kalutron (ang. calutron), kterých v komplexu bylo celkem 1152 (speciální druh hmotnostních spektrometrů). Byl uveden do provozu jako první.[5]
- Komplex S-50 používal metodu tepelné difuze kapalin a byl výrazně menší než zbylé dva komplexy. Původně se s ním nepočítalo, byl vystavěn jako „rychlá výpomoc“ nejprve pro Y-12, po dokončení K-25 výstup z S-50 sloužil jako vstup do K-25 (viz návaznost komplexů popsaná níže).[6][7]
- Komplex K-25 používal metodu plynové difuze a byl dokončen poslední (do provozu byl uváděn postupně po částech).[8][7]

Různé technologie se lišily účinností, výhodami a nevýhodami, během výstavby i provozu se v nich řešily různé problémy. Pro všechny však platilo, že proces obohacování uranu je nesmírný náročný nejen energeticky, ale také na lidské a jiné zdroje. Rovněž je velice zdlouhavý, protože v každém kroku dojde jen k nepatrnému zvýšení koncentrace uranu-235, takže je nutné proces opakovat v řádu tisíců. Např. v případě K-25 byl tzv. obohacovací faktor 1,0043. To je ale teoretické maximum, reálná účinnost byla o dost nižší.
Po dokončení všech tří komplexů se ustálil následující postup. Komplex S-50 začal zpracovávat neobohacený uran a  zvýšil podíl izotopu uranu-235 jen na 1,2 % (zčásti to bylo technologií, ale především rozhodnutím o rychlé výstavbě menšího komplexu a zvolenou konfiguraci). Na své rozměry však byl schopen zpracovat velké objemy. Následně obohacení v K-25 se používalo od 1,2 % do 23 % a proces obohacení byl dokončen v Y-12 (od 23 % až po 89 %). Později se zkoušelo obohacení až na 95 %, ale narazilo se na různé problémy. 
Zpočátku byly zvažovány a navrhovány ještě další technologie, zejména centrifugy (plynné odstředivky). Propočty však ukázaly, že s tehdejšími technologie by byly málo účinné. V současnosti jsou odstředivky naopak naprosto převažující způsob obohacování uranu, protože vylepšením jak materiálů (např. uhlíková vlákna), tak technologií, jejich účinnost překonala ostatní metody.  
Kromě tří komplexů na obohacování uranu byl v lokalitě Oak Ridge postaven ještě také reaktor X-10. Stále ještě šlo o experimentální reaktor, ale již byl navržen pro nepřetržitý provoz a sloužil především k tomu, aby personál projektu Manhattan získal potřebné zkušenosti pro produkci plutonia. Původně zde měly být postaveny i tři, již ryze produkční reaktory (prvním byl reaktor B), ale pro ně byla nakonec vybrána zcela nová lokalita Hanford.

## Výstavba komplexu

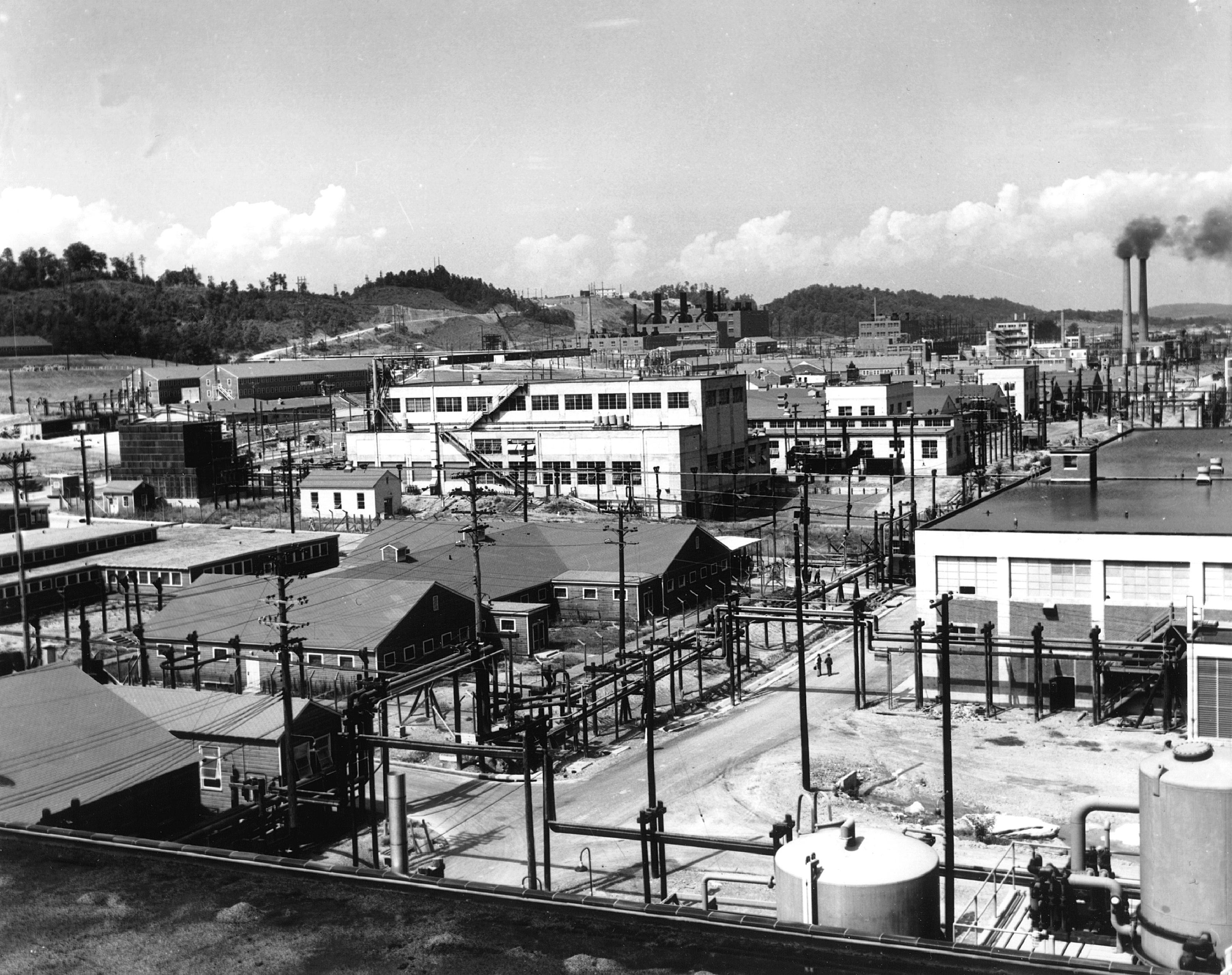
Komplex Y-12 v roce 1945, používal elektromagnetickou separaci.

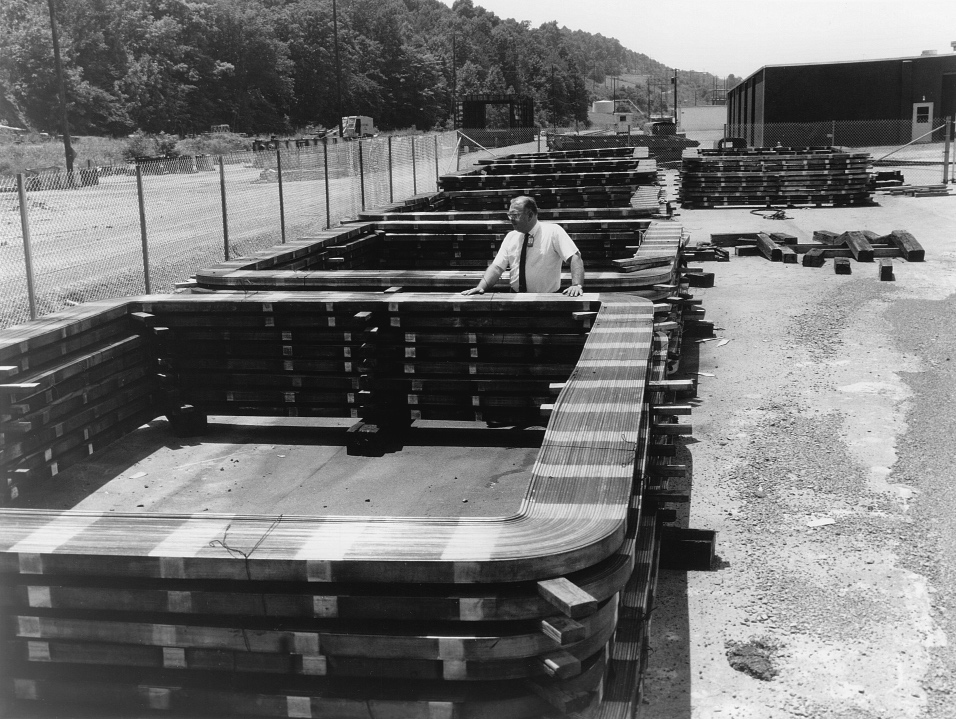
Po válce bylo stříbro nahrazováno mědí. Asi poslední vinutí magnetů ze stříbra předtím než byla roztavena a stříbro vráceno do státní pokladny (zřejmě 1970).

Stavba s krycím označením Y-12 byla zahájena 18. února 1943, jako první ze tří nakonec vybudovaných komplexů na obohacování uranu v Oak Ridge. Komplex měl zahrnovat devět hlavních technologických budov a mnoho dalších staveb na celkové ploše téměř 80 akrů (32 hektarů). Bylo vybráno 825 akrů (334 hektarů) velké území v Bear Creek Valley jihozápadně od města Oak Ridge v naději, že okolní hřebeny nad údolím mohou zadržet případnou velkou explozi nebo jadernou havárii, pokud by k něčemu takovému přece jen došlo. Problémy s podložím si vyžádaly, aby výkopové čety provedly další odstřely a výkopové práce, aby zajistily pevné základy pro těžké stroje.
Začaly obrovské dodávky materiálů a zařízení všeho druhu: 2157 vagónů různého elektrotechnického materiálů a zařízení, 1219 vagónů těžkého zařízení, 5389 vagónů dřeva, 1407 vagónů trubek a armatur, 1188 vagónů oceli, 257 vagónů ventilů a 11 vagónů svařovacích elektrod. Dále bylo potřeba např. 85 000 elektronek. Kde to bylo možné, byly použity běžně dostupné komponenty, ale spousta zařízení byla unikátní. Byla proto zřízena dvě nákupní oddělení, jedno v Bostonu zaměřené na zařízení a druhé v Oak Ridge pro stavební materiál.
Zařízení mimo jiné vyžadovala nejméně 5000 tun mědi, která byla v době války velmi nedostatková. Měď bylo možno nahradit stříbrem v poměru 11:10. Zástupce hlavního inženýr Kenneth D. Nichols se proto setkal s náměstkem ministra financí a požádal ho o převod velké části stříbrných slitků z úložiště West Point Bullion Depository. Nichols později vzpomínal na tento podivný rozhovor:
„Kolik (stříbra) potřebujete?“ Odpověděl jsem: „Šest tisíc tun.“ „Kolik je to trojských uncí?“ zeptal se. Nevěděl jsem, jak převést tuny na trojské unce, a on také ne. Trochu netrpělivě jsem odpověděl: „Nevím, kolik trojských uncí potřebujeme, ale vím, že potřebuji šest tisíc tun – to je konkrétní množství. Jaký je rozdíl v tom, jak vyjádříme množství?“ Odpověděl poněkud rozhořčeně: „Mladý muži, vy možná uvažujete o stříbře v tunách, ale ministerstvo financí bude vždy uvažovat o stříbře v trojských uncích.“

Nakonec bylo potřeba dokonce 14 700 krátkých tun (13 300 metrických tun), tedy 430 000 000 trojských uncí stříbra, jehož hodnota tehdy přesahovala 600 milionů dolarů (což odpovídá skoro 12 miliardám v roce 2025). Nichols musel každý měsíc předkládat ministerstvu financí přesný výkaz. Stříbrné slitky o hmotnosti 1000 trojských uncí (přibližně 31 kg) byly pod ozbrojeným doprovodem přepraveny do New Jersey, kde byly zpracovány. Asi 258 vagónů se stříbrem potom bylo pod ozbrojeným doprovodem přepraveno do Wisconsinu, kde byly navinuty na magnetické cívky a zapečetěny do svařovaných pouzder.
V Oak Ridge byly zavedeny speciální postupy pro manipulaci se stříbrem. Když do něj museli vrtat otvory, dělali to nad papírem, aby mohli posbírat stříbrné piliny. Po válce byly všechny stroje demontovány a vyčištěny a podlahové desky pod stroji byly vytrhány a spáleny, aby se získalo i zde se nacházející malé množství stříbra. Nakonec bylo nevratně ztraceno méně než 0,036 % stříbra. V květnu 1970 bylo posledních 67 krátkých tun (61 tun) stříbra nahrazeno mědí a vráceno do státní pokladny.

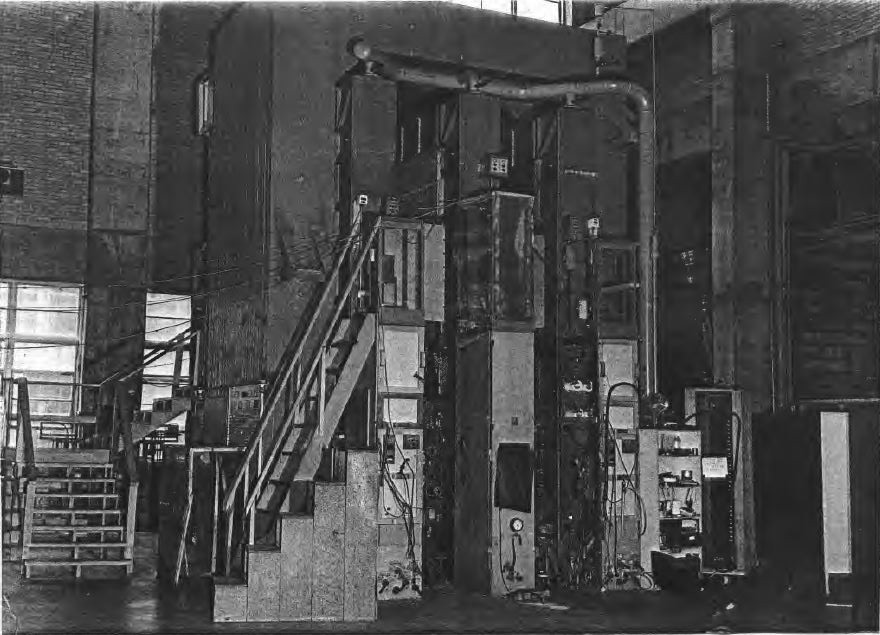
První dráha XAX byla připravena v srpnu 1943 a sloužila pro výzkum, vývoj a výcvik nových operátorů.

První dráha XAX byla připravena k výcviku pracovníků v srpnu 1943. První budova procesu Alpha (budova 9201-1), byla dokončena 1. listopadu 1943. Když ale byla v listopadu podle plánu spuštěna první dráha pro testování, 14tunové vakuové nádrže se kvůli síle magnetů posunuly až o 8 centimetrů a musely proto být znovu a pevněji uchyceny. Ještě vážnější problém nastal, když magnetické cívky začaly zkratovat a postupně se objevily další různé problémy. Magnety musely být vráceny do továrny k vyčištění a převinutí. Byly zavedeny přísné postupy, aby se zabránilo opakování těchto a jiných problémů.
První dráha Beta a třetí a první dráhy Alpha (která byla mezitím opravena), byly uvedeny do provozu v březnu 1944 a čtvrtá dráha Alpha v dubnu 1944. Třetí budova (9201-3), obsahovala pátou dráhu, která zahrnovala některé úpravy oproti dráhám 1 až 4. Pátá dráha byla uvedena do provozu 3. června 1944. Práce na chemických budovách Alpha a Beta (9202 a 9203), byly zahájeny v únoru 1943 a dokončeny v září. Práce na budově Beta (9204-1), začaly v květnu 1943 a byla připravena k provozu 13. března 1944, ale dokončena byla až v září 1944.
Groves schválil projekt Alpha II v září 1943. Projekt zahrnoval dvě nové budovy pro proces Alpha (9201-4 a 9201-5), další budovu Beta (9204-2), přístavbu k budově chemie Alpha a novou budovu chemie Beta (9206). Po otevření budovy 9206 byla stará budova chemie Beta (9203), přeměněna na laboratoř. Práce na nových budovách procesu Alpha II byly zahájeny 2. listopadu 1943. První dráha byla dokončena v červenci 1944 a všechny čtyři do 1. října 1944. Dráhy Alpha II byly konfigurovány v lineárním uspořádání namísto oválného, i když se stále nazývaly dráhy. Celkem bylo 864 kalutronů Alpha, uspořádaných do devíti drah po 96 kalutronech. V každé dráze Beta bylo jen 36 kalutronů, celkem tedy 288 kalutronů, i když pouze 216 jich bylo v provozu.
Práce na nové budově projektu Beta byly zahájeny 20. října 1943. Instalace zařízení začala 1. dubna 1944 a 10. září 1944 bylo zařízení připraveno k použití. Třetí budova projektu Beta (9204-3), byla schválena v květnu 1944 pro zpracování již částečně obohaceného uranu z komplexu K-25 (který používal plynovou difuzi). Byla dokončena 15. května 1945. Čtvrtá budova projektu Beta (9204-4) byla schválena 2. dubna 1945 a dokončena 1. prosince 1945. V červnu 1944 byla zahájena též výstavba další skupiny budov projektu Alpha (skupina budov 9207), ale tyto práce byly zastaveny v červnu 1945, ještě před jejich dokončením. Kromě těchto hlavních budov zde byly také kanceláře, dílny, sklady a další stavby. K dispozici byly dvě parní kotelny pro vytápění a elektrárna pro výrobu elektřiny.

## Provoz komplexu Y-12

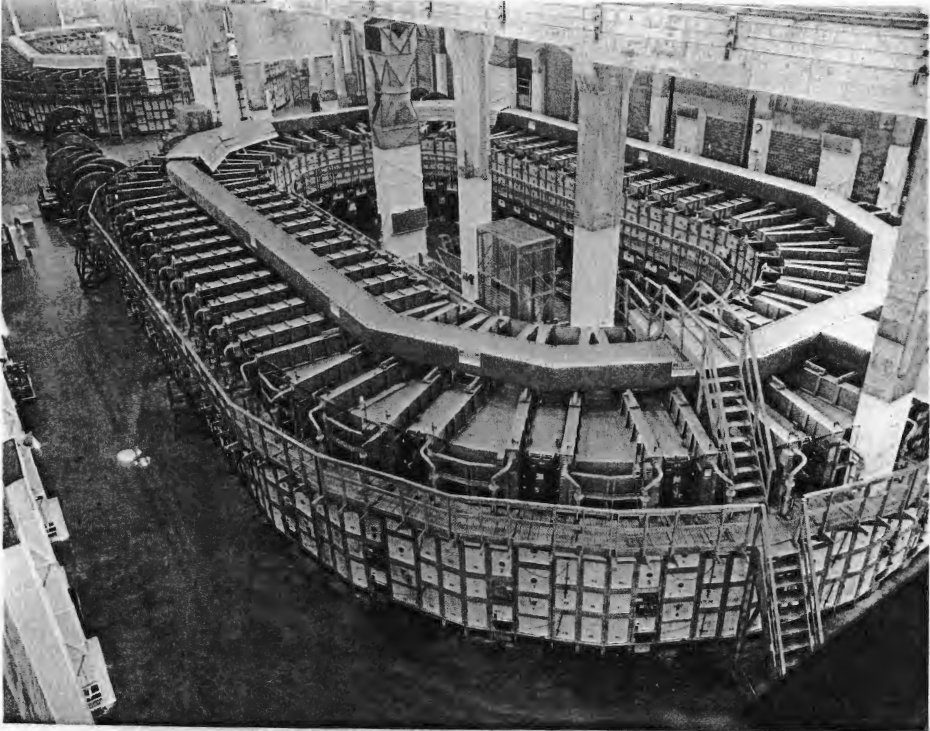
Kalutrony v Alpha I. Pro typický oválný tvar sestavy (použitý pro úsporu a připomínající závodní dráhy) se vžilo označení „racetracks“.

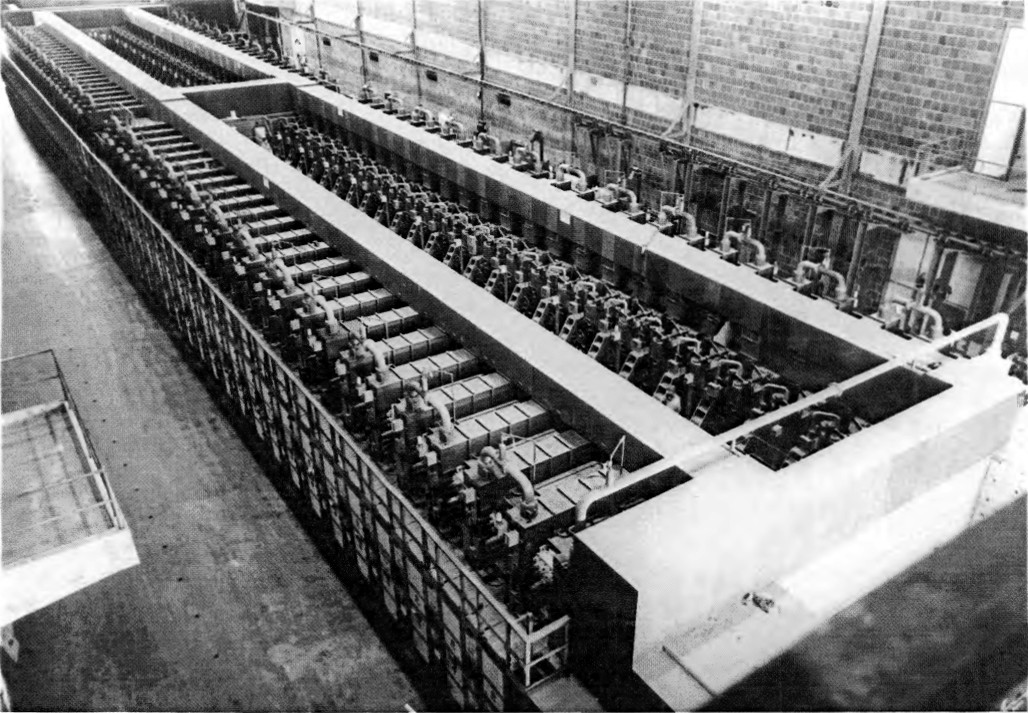
Kalutrony v Alpha II již byly uspořádány lineárně pro snažší údržbu, ale zůstalo vžité označení „racetracks“ (dráhy).

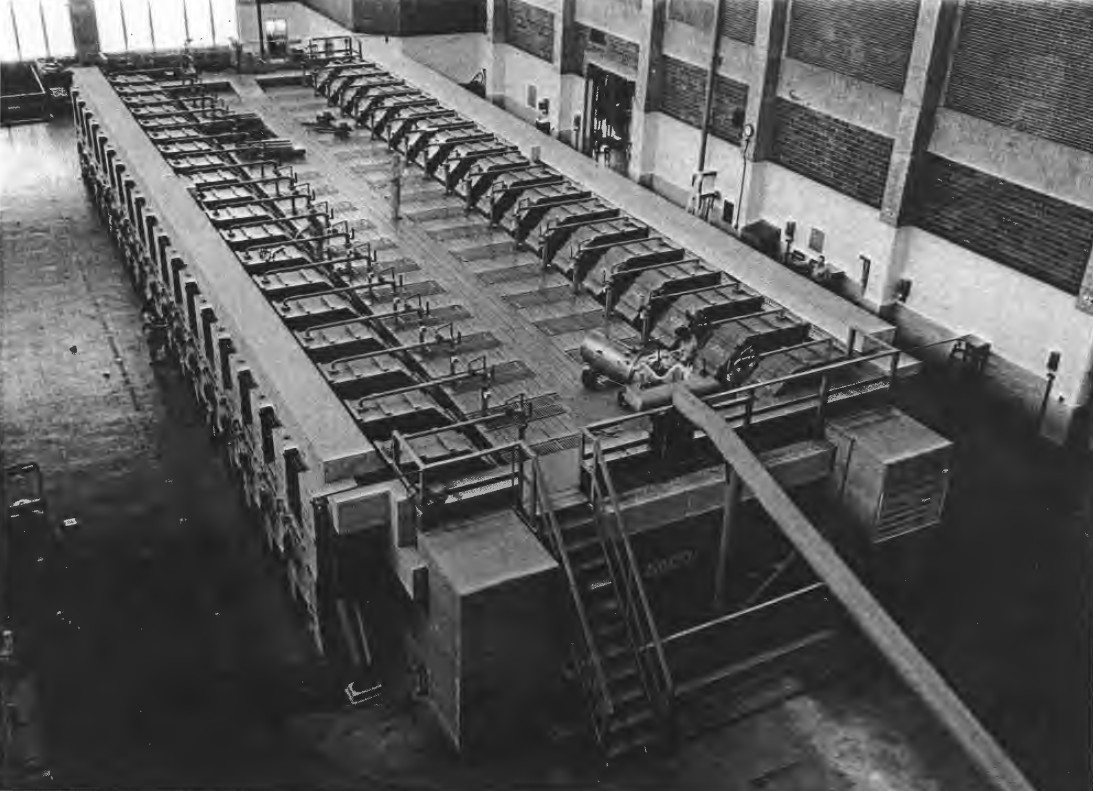
Kalutrony v Beta byly též uspořádány lineárně a v menších sestavách.

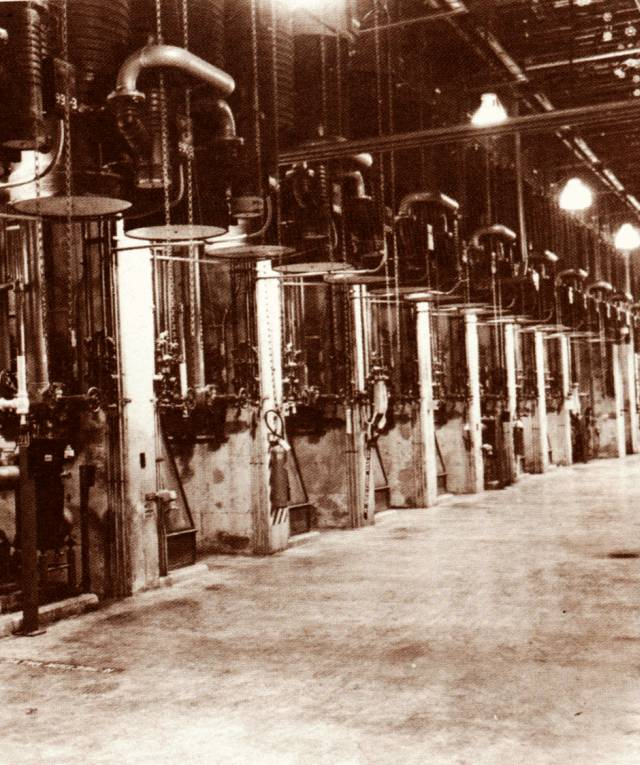
Vakuové pumpy pro odčerpání vzduchu z nádrží byly umístěny pod kalutrony.

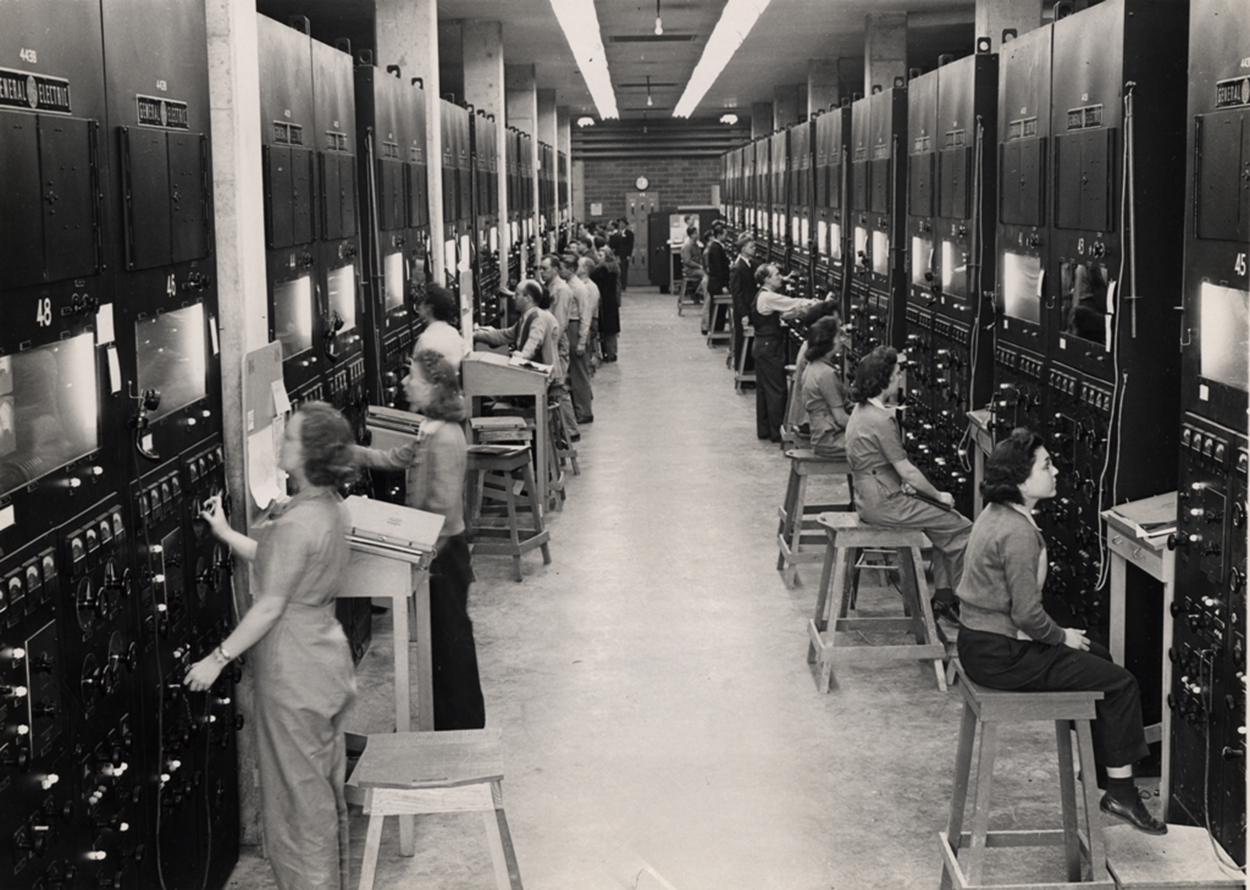
Jiný snímek operátorek v jedné části komplexu Y-12 (asi 1944).

Alpha dráhy (Alpha racetracks) byly 24násobným zvětšením proti kalutronu XA a mohly pojmout 96 kalutronových nádrží Alpha. Calutrony byly umístěny ve svislé poloze a uspořádány proti sobě v párech (vnitřní a vnější). Aby se minimalizovaly magnetické ztráty a šetřila spotřeba během války nedostatkové oceli, byla sestava uspořádána do oválného tvaru, který tvořil uzavřenou magnetickou smyčku o délce 37 metrů, šířce 23 metrů a výšce 4,6 metru ve tvaru, který připomínal závodní dráhy na stadiónu, odtud pochází i používaný anglický název „racetracks“. 
Dvě budovy Alpha I, 9201-1 a 9201-2, obsahovaly každá dvě dráhy, zatímco budova Alpha I1⁄2, 9201-3, obsahovala pouze jednu. Dráhy Beta byly menší, měly lineární tvar pro snazší servis a byly optimalizovány spíše pro regeneraci zpracovávaného materiálu, s pouhými 36 místo 96 procesními zásobníky. Čtyři dráhy Alpha II měly také lineární konfiguraci. Obsahovaly mnoho vylepšení, z nichž nejdůležitější bylo, že měly čtyři zdroje místo pouze dvou. Měly také vylepšené magnety a vakuové systémy.
Společnost Tennessee Eastman byla pověřena úkolem zajišťovat vše nezbytné pro provoz komplexu Y-12 včetně najímání a tréninku pracovníků. Byl použit finanční model (obvyklý i pro další provozy v rámci projektu Manhattan) náklady plus fixní poplatek: 22 500 dolarů měsíčně plus 7500 dolarů za prvních sedm drah a 4000 dolarů za každou další dráhu.
Kalutrony byly zpočátku obsluhovány vědci z Berkeley, aby se odstranily chyby a dosáhlo se rozumné provozní rychlosti. Současně probíhala intenzivní příprava nových operátorů. Společnost Tennessee Eastman pracovníky najímala v oblasti Knoxville (nejbližší velké město ve státě Tennessee, asi 30 km od nově budovaného tajného atomového města Oak Ridge). Typickým uchazečem o práci byla mladá žena, čerstvá absolventka místní střední školy, proto se vžilo označení „Calutron Girls“. 
Školení se zpočátku konalo na Univerzitě v Tennessee. Od dubna do září 1943 se školení přesunulo do Berkeley v Kalifornii, kde se konalo na kalutronu XA a zmenšeném modelu dráhy Alpha v měřítku 1:16. Poté (jakmile byl k dispozici kalutron XAX) trénink probíhal již přímo v Oak Ridge. Počet zaměstnanců společnosti Tennessee Eastman v Y-12 rychle narůstal, z 10 000 v polovině roku 1944 až na 22 482 v srpnu 1945 (nejvíce ze všech komplexů). Z bezpečnostních důvodů nebyli účastníci školení informováni o účelu zařízení, které se učili obsluhovat.
Po určitou dobu trpěly kalutrony řadou poruch a selhání zařízení, které byly ještě zhoršovány nedostatkem náhradních dílů. Naděje, že dráhy Alpha II budou spolehlivější, se bohužel nenaplnily, protože byly sužovány poruchami izolátorů. Tyto problémy byly postupně překonány. První dodávky obohaceného uranu do laboratoře Los Alamos v rámci projektu Manhattan byly uskutečněny v březnu 1944. 
Šlo o uran z provozu Alpha, kterým byl zatím obohacen jen na 13 až 15 procent uranu-235. Tento materiál nebyl použitelný pro výrobu atomové bomby, ale byl naléhavě potřebný pro různé důležité experimenty v Los Alamos. Poslední dodávka jen částečně obohaceného uranu se uskutečnila 11. května 1944. První dodávka, která prošla i provozem Beta a dosáhla obohacení až na 89 % uranu-235 (štěpný materiál přímo použitelný pro bombu), se uskutečnila 7. června 1944. 
Vzhledem k podílu izotopu uranu-235 oproti uranu-238 ve výchozí surovině je nevyhnutelné, že z jednoho kilogramu lze získat jen několik gramů na výstupu (podle stupně obohacení). Ukázalo se však, že velká část polotovaru zůstávala ve výrobních zařízení (ve vakuových nádržích, na povrchu lahví a na dalších místech), pouze část v poměru 1/5825 z výchozí suroviny se stala hotovým produktem. Ztráta surovin se tak stala hlavním problémem.
Bylo proto vynaloženo mimořádné úsilí k získání a regeneraci těchto ztrát, včetně např. spalovaní některých materiálů, na kterých surovina ulpěla. Navzdory všemu i poté docházelo ke ztrátě přibližně 17,4 procenta v provozu Alpha a 5,4 procenta v provozu Beta. Frank Spedding z Ames Laboratory projektu Manhattan a Philip Baxter z britské mise byli proto vysláni, aby poradili s vylepšením metod. Smrt jednoho pracovníka v důsledku vystavení fosgenu také podnítila hledání bezpečnějšího a současně účinnějšího výrobního procesu.
V únoru 1945 začaly z narychlo postaveného menšího komplexu S-50 (používající metodu tepelné difuze kapalin) dodávky mírně obohacené suroviny s obsahem 1,4 % uranu-235. Jakmile byla v dubnu spuštěna první malá část komplexu K-25, byly dodávky z S-50 přesměrovány do něj. A naopak, výstup K-25 byl poté vstupem do Y-12, zpočátku K-25 surovinu obohacoval jen na 5 procent. 
I když komplexy S-50 a K-25 používaly úplně jinou metodu obohacování uranu, oba zpracovávaly fluorid uranový (UF6). Naproti tomu na vstupu do Y-12 musel být přeměněn na oxid uranu, který pak prošel obvyklým procesem přeměny na chlorid uranu. Míra obohacení v K-25 se postupně zvyšovala, jak byly uváděny do provozu další stupně v rámci tohoto obrovského komplexu. 5. srpna 1945 začal závod K-25 vyrábět surovinu obohacenou na 23 %, což stačilo k přímému použití v provozu Beta komplexu Y-12 (vynechání průchodu provozem Alpha). 
Obohacený uran z kalutronů v Y-12 poskytl štěpný materiál pro bombu Little Boy, svrženou na Hirošimu (bomba svržená na Nagasaki byla úplně jiné konstrukce a používala plutonium). Do září 1945 kalutrony vyprodukovaly 88 kilogramů produktu s průměrným obohacením 84,5 procenta, poté množství prudce stoupalo (což bylo významně ovlivněno také úplným dokončením komplexu K-25). Do konce roku komplex Y-12 vyrobil dalších 953 kilogramů obohacených až na 95 procent.

## Po válce
Po skončení války začaly od 4. září dráhy v provozu Alpha omezovat provoz a 22. září byly zcela zastaveny. Zůstal jen provoz Beta včetně dvou nových drah, které byly plně zprovozněny v listopadu a prosinci 1945 a zpracovávaly již nejméně na 23 % obohacený uran z komplexu K-25 (proto Alpha dráhy již nebyly potřeba). 
V květnu 1946 studie naznačily, že komplex K-25 (a počátkem roku 1946 dokončený vedlejší menší K-27) mohou samy o sobě obohacovat uran až přes 90 %, aniž by hrozilo riziko náhodně vzniklé řetězové reakce. Teprve po důkladném ověření, že tak vysoké obohacení lze provést, pokud budou přijata vhodná bezpečnostní opatření, Leslie Groves nařídil v prosinci 1946 uzavření všech drah provozu Beta v komplexu Y-12 kromě jedné. 
Dne 28. listopadu 1946 začal K-25 vyrábět (bez využití dalšího komplexu) produkt s obohacením 94 %. Objevil se ale závažný a neočekávaný problém plynové difúze. Metoda oddělila naprostou většinu nežádoucího uranu-238, ale spolu s uranem-235 zůstával též uran-234. Toho je v přírodním uranu nepatrně, ale po mnoha stupních obohacení jeho podíl také výrazně vzrostl (v Y-12 tento problém nebyl, metoda poskytovala velmi čistý uran-235 i při vysokém obohacení). Dne 6. prosince 1946 bylo proto obohacování v K-25 sníženo na 93,7 procenta uranu-235, současně přitom obsahoval 1,9 procenta uranu-234. Laboratoř v Los Alamos označila takový produkt za uspokojivý. 
Celkové náklady na komplex Y-12 do konce projektu Manhattan (do 31. prosince 1946) činily 673 milionů dolarů v tehdejších cenách (což odpovídá více než 11,1 miliardy dolarů v roce 2025). Z toho 53 % činily náklady na výstavbu komplexu, 41,9 % provoz, zbylé náklady v jednotkách procent zahrnovaly výzkum, vývoj a různé další náklady (včetně např. výše popsaného využití obrovského množství stříbra). 
Náklady na výstavbu a provoz komplexu K-25 byly o něco nižší, ale velmi podobné. Současně je třeba brát v úvahu (do konce projektu Manhattan) výrazně kratší dobu provozu a tedy menší podíl provozních nákladů. Celkové náklady za Oak Ridge (ale uváděné jen do konce roku 1945) byly 1188 miliónu dolarů, což představovalo skoro 63 % nákladů celého projektu Manhattan za stejné období. 
Spolu s omezováním provozu Y-12 pochopitelně klesal také počet zaměstnanců, z válečného maxima 22 482 osob dne 21. srpna 1945 na méně než 1700 v roce 1949. Všechny kalutrony byly odstraněny a demontovány, kromě výcvikových drah XAX a XBX v budově 9731 a drah Beta 3 v budově 9204–3. Eugene Wigner v roce 1947 požádal nově vzniklou Komisi pro atomovou energii o povolení k použití kalutronů Beta k výrobě izotopů pro fyzikální experimenty. Povolení bylo uděleno a byla vyrobena široká škála izotopů. 
Lithium-6 z kalutronů Beta bylo použito pro výzkum termonukleárních zbraní. Mnoho dalších izotopů bylo použito pro mírové vědecké a lékařské účely. Dráhy provozu Beta 3 byly v březnu 1950 převedeny do Národní laboratoře Oak Ridge (ORNL). Do poloviny 50. let 20. století vyrobily kalutrony provozu Beta různá množství všech přirozeně se vyskytujících stabilních izotopů s výjimkou osmia, na které se muselo čekat až do dubna 1960. 

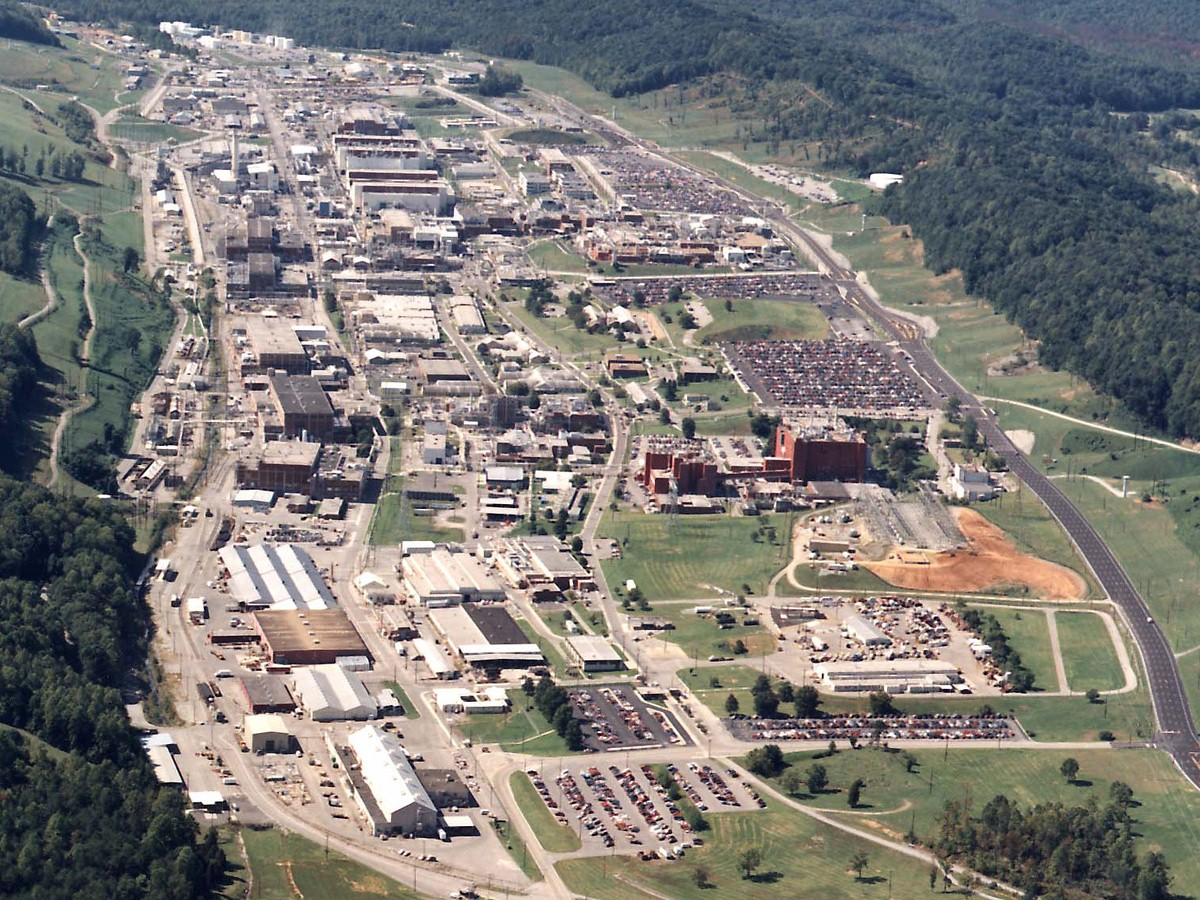
Letecký pohled na Y-12 National Security Complex někdy před rokem 2007.

Kalutrony pokračovaly ve výrobě izotopů až do roku 1998. V roce 2015 jsou stále v pohotovostním režimu. Komplex Y-12 tak jako jediný ze tří původních komplexů na obohacování uranu zůstal částečně zachován do současnosti. Naproti tomu komplex S-50 používající tepelnou difuzi kapalin byl zbořen již na konci 40. let. K-25 a později postavené další komplexy používající stejnou metodu plynové difuze byly sice v provozu až do poloviny 80. let, ale nakonec byly postupně zbořeny mezi roky 2006 až 2015, z toho samotný největší K-25 v roce 2013 a začátkem 2014.
V rámci ORNL byly postupně v lokalitě původního komplexu Y-12 vybudovány též další nové budovy a výzkumná zařízení, která jsou souhrnně označovány jako „Y-12 National Security Complex“ (viz letecký snímek areálu okolo roku 2007). A tak, přestože Oak Ridge má méně obyvatel než během války (přes 31 tisíc v roce 2020), díky národní laboratoři hraji věda, výzkum a technologie stále zásadní roli v ekonomice a kultuře města.